# 張蟬雲
張蟬雲（？—？），蒲城（今陝西省渭南市）人。和俞檜定有婚約。

## 生平
萬歷年間，俞檜被誣陷入獄，張蟬雲聽說可以行賄脫罪，於是趁著吃飯的時向母親求助，張蟬雲的母親反對，對張蟬雲說：「你們還沒結婚，有必要這樣幫他嗎。」張蟬雲聽後馬上將飯碗摔在地上，氣憤不語。到了傍晚，張蟬雲自縊而死。

## 延伸阅读
[在维基数据编辑]
 《明史卷三百〇二》，出自《明史》